# Tioguanină
6-tioguanina (6-TG) este un agent chimioterapic utilizat în tratamentul leucemiei limfoblastice acute (LLA) și leucemiei mieloide acute (LMA). Este un analog de purină, acționând ca antimetabolit. Calea de administrare disponibilă este cea orală.
Molecula a fost dezvoltată între anii 1949 și 1951. Se află pe lista medicamentelor esențiale ale Organizației Mondiale a Sănătății.